# Сульпіцій Галл (кратер)

Кратер Сульпіций Галл (лат. Sulpicius Gallus) — стародавній великий ударний кратер на південно-західному кордоні  моря Ясності,  видимій стороні  Місяця. Кратер названий на честь Гай Сульпіцій Галл (лат. Gaius Sulpicius Gallus)- політичний, військовий діяч, астроном часів Римської республіки прибл. (149 до н. е.), назву затверджено  Міжнародним астрономічним союзом в 1935 р. Кратер відноситься до  Коперниківського періоду.

## Опис кратера

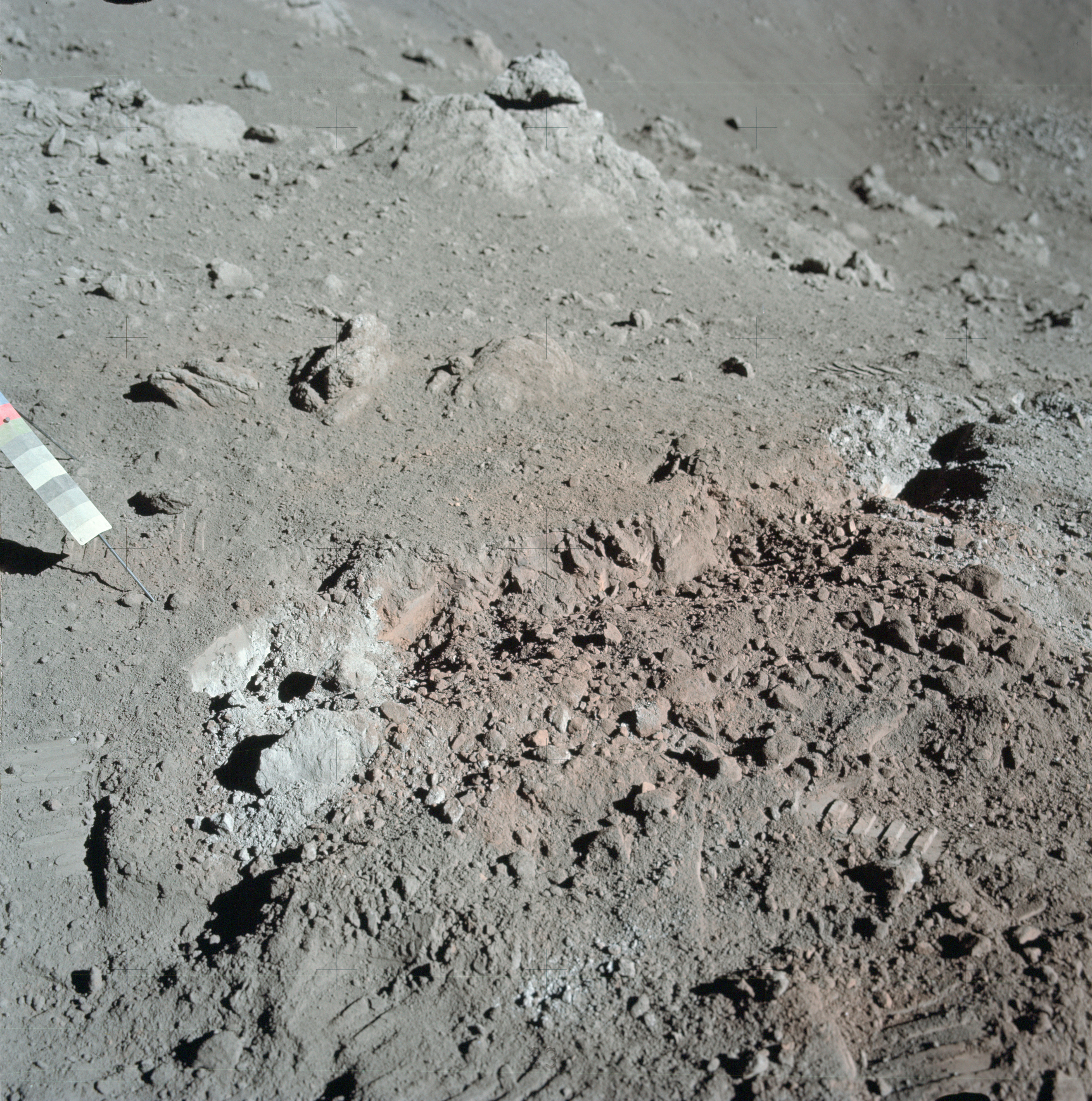

Кратер знаходиться на поверхні моря Ясності. На північному сході від нього розміщений кратер Бессель; на південному сході кратер Менелай, на півдні Гемські гори, на північному заході система борозен, названа по імені кратера, на півночі гряда Букленда й гряда Фон Котта. Селенографические координаты центра кратера 19°38′ пн. ш. 11°41′ сх. д. / 19.63° пн. ш. 11.68° сх. д., Селенографічні координати центру кратера 19,63 ° с. ш. 11,68 ° в. д., діаметр 11,61 км, глибина 2,17 км. За морфологічними ознаками кратер відноситься до класу BIO (за назвою кратера Біо, який є типовим представником даного класу).
Кратер має сферичну форму з гладким внутрішнім схилом, гострою кромкою вала майже не підданої ерозії і невеликим підняттям в центрі чаші кратера. Вал кратера має піднесення над поверхнею моря близько 450 м і при низьких кутах висвітлення відкидає зубцювату тінь. Кратер має порівняно високе альбедо, в чаші його виявлено відкладення материкових порід. Обсяг кратера становить 69 куб.км..
На заході від кратера знаходиться западина у формі нирки, в якій астронавтами Аполлон-17 при обльоті Місяця перед поверненням на Землю виявлений помаранчевий ґрунт (колір ґрунту надають помаранчеві сферичні частинки діаметром близько 0.2 мм із сколподібного вулканічного матеріалу). Дана западина імовірно є джерелом пірокластичних викидів і відкладень в районі на північному заході від кратера. Крім даної западини, помаранчевий ґрунт спостерігався астронавтами Аполлон-17 в численних свіжих кратерах у районі кратера Сульпіцій Галл. Аналогічний помаранчевий ґрунт був виявлений Харрісоном Шміттом і Юджином Сернаном (Аполлон-17) при висадці на Місяць в районі кратера Шорті у долині Таурус-Літтров (див.фото).
Пірокластичні відкладення в даному регіоні містять значну кількість сірки, цинку і свинцю. Породи моря Ясності в районі кратера містять ільменіт (титаністий залізняк). Внаслідок такого геологічного різномаїття району кратера було приділено значну увагу в рамках програми Місячного Орбітального зонда, а також він оголошувався районом інтересу для американської космічної програми «Сузір'я».

## Сателітні кратери
За угодою ці функції визначені на місячних картах, поміщаючи лист на стороні кратера середині, яка найближче до Сульпіций Галл
| Сульпіций Галл | Широта  | Долгота | Діаметр |
| -------------- | ------- | ------- | ------- |
| A              | 22.1° N | 8.9° E  | 4 км    |
| B              | 18.0° N | 13.0° E | 7 км    |
| G              | 19.8° N | 6.3° E  | 6 ки    |
| H              | 20.6° N | 5.7° E  | 5 км    |
| M              | 20.4° N | 8.7° E  | 5 км    |